# 미미 로저스
미미 로저스(Mimi Rogers, 1956년 1월 27일 ~ )는 미국의 배우이다. 2003년부터 포커 대회에 참가해온 포커 선수이기도 하며, 월드 포커 투어 이사진으로 재직하고 있다.
1987년 톰 크루즈와 결혼하였으나 1990년 이혼하였다.

## 출연 작품

### 영화
- 겅호 (1986)
- 위험한 연인 (1987)
- 광란의 시간 (1990)
- 이브의 선택 (1991)
- 도어즈 (1991) - 매거진 사진작가 역
- 로즈 앤 그레고리 (1996)
- 오스틴 파워: 제로 (1997)
- 로스트 인 스페이스 (1998)
- 진저 스냅 (2000)
- 킴 베신져의 바람난 가족 (2004)
- 스톰 셀 (2008)

### 텔레비전
- 엑스파일 (1998-99)
- 두 남자와 1/2 (2011-15)
- 매드맨 (2015)
- 보슈 (2015-21)
- 보슈: 레거시 (2022)